# شهرستان شومنای
ناحیهٔ شومنای (به ازبکی: Shumanoy tumani، شومنای تومنی)(به قره‌قالپاقی: Shomanay rayonı، شومانای رایونىُ) یک شهرستان در ازبکستان است که در قره‌قالپاقستان واقع شده‌است.